# 1535
Il 1535 (MDXXXV in numeri romani) è un anno  del XVI secolo.

## Eventi
- L'esploratore francese Jacques Cartier salpa per il suo secondo viaggio in Nord America con 3 navi, 110 uomini e i due figli di Capo Donnacona (che Cartier rapì durante il primo viaggio).
- Il Marchesato di Ceva viene annesso al Ducato di Savoia.
- Nasce la prima scuola per interpreti con l'auspicio della corona francese per i legami con i Turchi nell'abito dell'Empia alleanza.
- Termina la costruzione di Palazzo Te, eretto da Giulio Romano a Mantova per i Gonzaga.
- 15 gennaio
  - Enrico VIII si proclama capo della Chiesa d'Inghilterra.
  - Papa Paolo III approva la congregazione delle Suore Angeliche di San Paolo.
- 18 gennaio – Fondazione della città di Lima (Perù) a opera di Francisco Pizarro.
- 19 febbraio – Con bolla Debitum Pastoralis Officii Paolo III autorizza Maria Lorenza Longo a fondare il primo monastero delle Clarisse Cappuccine.
- Giugno – La controffensiva di Carlo V riconquista Tunisi, presa l'anno prima dall'ammiraglio ottomano Khayr al-Din Barbarossa.
- 22 agosto – Il vescovo Pierre de la Baume lascia Ginevra per trasferirsi con tutta la corte a Gex, dopo che il Consiglio dei Duecento sospendeva la celebrazione della messa (10 agosto). Il Consiglio lo dichiara decaduto di fatto, sostituendosi ad esso (26 novembre) nella prerogativa di battere moneta.
- Inizia una nuova Guerra d'Italia tra Carlo V d'Asburgo e Francesco I di Francia.

## Nati

### Gennaio
- 7 gennaio - Edward Stafford, III barone Stafford, nobile inglese († 1603)

### Febbraio
- 11 febbraio - Papa Gregorio XIV, papa, vescovo cattolico e cardinale italiano († 1591)
- 22 febbraio - Girolamo Macchietti, pittore italiano († 1592)
- 24 febbraio - Eleonora di Roucy, nobile francese († 1564)
- 26 febbraio - Marcantonio II Colonna, generale e ammiraglio italiano († 1584)

### Marzo
- 23 marzo - Sofia di Brandeburgo-Ansbach, principessa tedesca († 1587)

### Aprile
- 5 aprile - Johannes Borcholten, giurista tedesco († 1593)

### Maggio
- 3 maggio - Giovanni Battista Naldini, pittore italiano († 1591)
- 31 maggio - Alessandro Allori, pittore italiano († 1607)

### Giugno
- 2 giugno - Papa Leone XI, papa, vescovo cattolico e cardinale italiano († 1605)
- 11 giugno - Domenico Toschi, cardinale e vescovo cattolico italiano († 1620)
- 17 giugno - Ippolita Gonzaga, nobildonna italiana († 1563)
- 24 giugno - Giovanna d'Asburgo,  spagnola († 1573)

### Luglio
- 4 luglio - Guglielmo il Giovane di Brunswick-Lüneburg, duca tedesco († 1592)
- 21 luglio - García Hurtado de Mendoza, militare spagnolo († 1609)
- 22 luglio - Caterina Stenbock, sovrana svedese († 1621)

### Agosto
- 21 agosto - Shimazu Yoshihiro, militare giapponese († 1619)

### Ottobre
- 16 ottobre - Niwa Nagahide, militare giapponese († 1585)
- 30 ottobre - Baccio Valori, letterato, umanista e politico italiano († 1606)
- 30 ottobre - Francesco III d'Orléans-Longueville, conte francese († 1551)

### Novembre
- 1º novembre - Giovanni Battista Della Porta, filosofo, alchimista e commediografo italiano († 1615)
- 5 novembre - Giulia de' Medici,  italiana

### Dicembre
- 1º dicembre - Filippo Spinola, cardinale e vescovo cattolico italiano († 1593)
- 12 dicembre - Jacopo Corbinelli, letterato e filologo italiano
- 12 dicembre - Gilbert Génébrard, vescovo, teologo e ebraista francese († 1597)
- 16 dicembre - Lucrezia d'Este, nobile italiana († 1598)
- 28 dicembre - Martin Eisengrein, teologo tedesco († 1578)

### Senza giorno specificato
- Isabelle de la Tour, nobildonna francese († 1609)
- Louis Chasteigner de la Roche-Posay conte d'Abain, politico francese († 1595)
- Sayri Tupac, imperatore inca († 1561)
- Titu Cusi Yupanqui, imperatore inca († 1571)
- Yot Fa, sovrano siamese († 1548)
- Aharon Abayuv, rabbino e teologo turco († 1605)
- Juan de Angustina Carasa, militare e marinaio spagnolo
- Araki Murashige, militare giapponese († 1586)
- Juan Azor, filosofo e presbitero spagnolo († 1603)
- Martín del Barco Centenera, scrittore, esploratore e religioso spagnolo
- Georg Bartisch, oculista tedesco († 1607)
- Bartolomeo Bartocci,  italiano († 1569)
- Balthasar de Beaujoyeulx, violinista, compositore e coreografo italiano († 1587)
- Antonio Berga, medico e filosofo italiano († 1580)
- Biagio Betti, pittore italiano († 1615)
- Jacques de Billy, monaco cristiano, teologo e grecista francese († 1581)
- Péter Bornemisza, scrittore, poeta e predicatore ungherese († 1584)
- Francesco Capriani, architetto italiano († 1594)
- Thomas Cartwright, insegnante e teologo inglese († 1603)
- Wendel Dietrich, intagliatore, ebanista e architetto tedesco († 1622)
- Guildford Dudley, nobile inglese († 1554)
- Simon Fizes de Sauve, politico francese († 1579)
- Klaus Fleming, ammiraglio finlandese († 1597)
- Martin Frobisher, corsaro inglese († 1594)
- George Gascoigne, poeta britannico († 1577)
- Giovanni Antonio di Amato il Giovane, pittore italiano
- Argisto Giuffredi, poeta italiano († 1593)
- Anne Hamilton, nobildonna scozzese († 1574)
- John Hamilton, I marchese di Hamilton, nobile scozzese († 1604)
- Jasper Heywood, gesuita, poeta e latinista inglese († 1598)
- Frans Hogenberg, pittore tedesco († 1590)
- Jean Liébault, medico e agronomo francese († 1596)
- Giorgio Mainerio, musicista e compositore italiano († 1582)
- Luis de Molina, teologo, giurista e gesuita spagnolo († 1600)
- Muzio Muzii, storico e poeta italiano († 1602)
- Simone Peterzano, pittore italiano († 1599)
- Gian Vincenzo Pinelli, umanista italiano († 1601)
- Enrico I di Rohan, nobile francese († 1575)
- Lorenzo Sauli, doge († 1601)
- Bernhard Schmid, organista e compositore tedesco († 1592)
- Francesco Segala, scultore italiano († 1592)
- Francesco Sessa, politico italiano
- Paolo I Sforza, marchese di Proceno, nobile e militare italiano († 1597)
- Ludovico Taverna, vescovo cattolico italiano († 1617)
- Wolfgang Unverzagt, nobile e politico austriaco († 1605)
- Pietro Vinci, compositore italiano († 1584)
- Giovanni Antonio Viperano, vescovo cattolico, poeta e storiografo italiano († 1610)
- Nicole de Savigny, nobile francese († 1590)
- Kuyucu Murad Pascià, politico e militare ottomano († 1611)
- Yemişçi Hasan Pascià, politico e militare ottomano († 1603)

## Morti

### Febbraio
- 18 febbraio - Agrippa von Nettesheim, alchimista, astrologo e esoterista tedesco (n. 1486)
- 28 febbraio - Wolter von Plettenberg,  tedesco

### Marzo
- 5 marzo - Lorenzo Costa, pittore italiano (n. 1460)
- 7 marzo - Ettore I Pignatelli, nobile, politico e militare italiano
- 26 marzo - Georg Tannstetter, umanista, astrologo e astronomo tedesco (n. 1482)

### Aprile
- 4 aprile - Beatrice di Baden, nobildonna tedesca (n. 1492)
- 22 aprile - Louis de Gorrevod de Challand, cardinale e vescovo cattolico italiano (n. 1473)

### Maggio
- 4 maggio - John Houghton, monaco cristiano e abate inglese
- 4 maggio - Robert Lawrence, monaco cristiano e abate inglese
- 4 maggio - Richard Reynolds, religioso e teologo inglese
- 4 maggio - Agostino Webster, monaco cristiano e abate inglese
- 26 maggio - Francesco Berni, scrittore, poeta e drammaturgo italiano (n. 1497)

### Giugno
- 6 giugno - Lorenzo da Villamagna, presbitero italiano (n. 1476)
- 10 giugno - Vlad VIII Vintilă de la Slatina, principe
- 22 giugno - John Fisher, cardinale, vescovo cattolico e umanista britannico (n. 1469)
- 25 giugno - Rumiñahui, condottiero inca

### Luglio
- 6 luglio - Tommaso Moro, umanista, scrittore e politico inglese (n. 1478)
- 9 luglio - Antonio Duprat, arcivescovo cattolico e cardinale francese (n. 1463)
- 11 luglio - Gioacchino I di Brandeburgo, nobile (n. 1484)
- 28 luglio - Esteban Gabriel Merino, cardinale e patriarca cattolico spagnolo (n. 1472)

### Agosto
- 3 agosto - Pier Francesco Florenzuoli, architetto italiano (n. 1470)
- 10 agosto - Ippolito de' Medici, cardinale e arcivescovo cattolico italiano (n. 1511)
- 11 agosto - Giovanni Mauro d'Arcano, poeta italiano
- 31 agosto - Bosio II Sforza di Santa Fiora, nobile e militare italiano

### Settembre
- 23 settembre - Caterina di Sassonia-Lauenburg, nobile (n. 1513)
- 30 settembre - Giovanni Martini, pittore italiano

### Ottobre
- 5 ottobre - Bernardo di Lussemburgo, teologo tedesco
- 8 ottobre - Blasco Lanza, nobile, avvocato e politico italiano (n. 1466)
- 24 ottobre - Francesco II Sforza, storico italiano (n. 1495)

### Novembre
- 18 novembre - Piero de Ponte, nobile italiano (n. 1462)
- 24 novembre - Ulrich Zasius, giurista e umanista tedesco (n. 1461)

### Dicembre
- 3 dicembre - Mattia Ugoni, vescovo cattolico italiano (n. 1445)
- 13 dicembre - Giovanni Paolo I Sforza, condottiero italiano (n. 1497)
- 13 dicembre - Antonio Manrique de Lara, militare spagnolo

### Senza giorno specificato
- Bartolomeo de' Cordoni da Città di Castello, religioso italiano
- Bernardo Accolti, poeta, drammaturgo e politico italiano (n. 1458)
- Akechi Mitsutsuna, militare giapponese (n. 1497)
- Francesco Albani, politico e diplomatico italiano (n. 1473)
- Simón de Alcazaba y Sotomayor, esploratore portoghese (n. 1470)
- Augustin von Alvelt, religioso tedesco (n. 1480)
- Girolamo Angeriano, umanista italiano (n. 1470)
- Aristobulo Apostolio, umanista bizantino
- Giovanni Badoer, poeta, politico e diplomatico italiano (n. 1465)
- Franjo Bosanac, compositore bosniaco (n. 1485)
- Benedetto Coda, pittore italiano
- Dmitrij Gerasimov, diplomatico, filologo e scrittore russo (n. 1465)
- Pedro Manuel Jiménez de Urrea, scrittore e poeta spagnolo (n. 1486)
- Roberto Maranta, giurista italiano (n. 1490)
- Guido Naldi, condottiero italiano
- Kurtoğlu Muslihiddin Reis, corsaro e ammiraglio ottomano (n. 1487)
- Girolamo Scolari, religioso italiano (n. 1459)
- Alessio Tramello, architetto italiano (n. 1455)
- Rodrigo de Triana, marinaio spagnolo (n. 1469)
- Gustav Trolle, arcivescovo cattolico svedese (n. 1488)
- Cristofano Robétta, orafo e incisore italiano (n. 1462)
- Antonio di Saliba, pittore italiano (n. 1466)

## Calendario
| Calendario 1535 | Calendario 1535 | Calendario 1535 | Calendario 1535 | Calendario 1535 | Calendario 1535 | Calendario 1535 | Calendario 1535 | Calendario 1535 | Calendario 1535 | Calendario 1535 | Calendario 1535 | Calendario 1535 | Calendario 1535 | Calendario 1535 | Calendario 1535 | Calendario 1535 | Calendario 1535 | Calendario 1535 | Calendario 1535 | Calendario 1535 | Calendario 1535 | Calendario 1535 | Calendario 1535 | Calendario 1535 | Calendario 1535 | Calendario 1535 | Calendario 1535 | Calendario 1535 | Calendario 1535 | Calendario 1535 | Calendario 1535 | Calendario 1535 |
| --------------- | --------------- | --------------- | --------------- | --------------- | --------------- | --------------- | --------------- | --------------- | --------------- | --------------- | --------------- | --------------- | --------------- | --------------- | --------------- | --------------- | --------------- | --------------- | --------------- | --------------- | --------------- | --------------- | --------------- | --------------- | --------------- | --------------- | --------------- | --------------- | --------------- | --------------- | --------------- | --------------- |
|                 | 1               | 2               | 3               | 4               | 5               | 6               | 7               | 8               | 9               | 10              | 11              | 12              | 13              | 14              | 15              | 16              | 17              | 18              | 19              | 20              | 21              | 22              | 23              | 24              | 25              | 26              | 27              | 28              | 29              | 30              | 31              |                 |
| Gennaio         | Ve              | Sa              | Do              | Lu              | Ma              | Me              | Gi              | Ve              | Sa              | Do              | Lu              | Ma              | Me              | Gi              | Ve              | Sa              | Do              | Lu              | Ma              | Me              | Gi              | Ve              | Sa              | Do              | Lu              | Ma              | Me              | Gi              | Ve              | Sa              | Do              |                 |
| Febbraio        | Lu              | Ma              | Me              | Gi              | Ve              | Sa              | Do              | Lu              | Ma              | Me              | Gi              | Ve              | Sa              | Do              | Lu              | Ma              | Me              | Gi              | Ve              | Sa              | Do              | Lu              | Ma              | Me              | Gi              | Ve              | Sa              | Do              |                 |                 |                 |                 |
| Marzo           | Lu              | Ma              | Me              | Gi              | Ve              | Sa              | Do              | Lu              | Ma              | Me              | Gi              | Ve              | Sa              | Do              | Lu              | Ma              | Me              | Gi              | Ve              | Sa              | Do              | Lu              | Ma              | Me              | Gi              | Ve              | Sa              | Do              | Lu              | Ma              | Me              |                 |
| Aprile          | Gi              | Ve              | Sa              | Do              | Lu              | Ma              | Me              | Gi              | Ve              | Sa              | Do              | Lu              | Ma              | Me              | Gi              | Ve              | Sa              | Do              | Lu              | Ma              | Me              | Gi              | Ve              | Sa              | Do              | Lu              | Ma              | Me              | Gi              | Ve              |                 |                 |
| Maggio          | Sa              | Do              | Lu              | Ma              | Me              | Gi              | Ve              | Sa              | Do              | Lu              | Ma              | Me              | Gi              | Ve              | Sa              | Do              | Lu              | Ma              | Me              | Gi              | Ve              | Sa              | Do              | Lu              | Ma              | Me              | Gi              | Ve              | Sa              | Do              | Lu              |                 |
| Giugno          | Ma              | Me              | Gi              | Ve              | Sa              | Do              | Lu              | Ma              | Me              | Gi              | Ve              | Sa              | Do              | Lu              | Ma              | Me              | Gi              | Ve              | Sa              | Do              | Lu              | Ma              | Me              | Gi              | Ve              | Sa              | Do              | Lu              | Ma              | Me              |                 |                 |
| Luglio          | Gi              | Ve              | Sa              | Do              | Lu              | Ma              | Me              | Gi              | Ve              | Sa              | Do              | Lu              | Ma              | Me              | Gi              | Ve              | Sa              | Do              | Lu              | Ma              | Me              | Gi              | Ve              | Sa              | Do              | Lu              | Ma              | Me              | Gi              | Ve              | Sa              |                 |
| Agosto          | Do              | Lu              | Ma              | Me              | Gi              | Ve              | Sa              | Do              | Lu              | Ma              | Me              | Gi              | Ve              | Sa              | Do              | Lu              | Ma              | Me              | Gi              | Ve              | Sa              | Do              | Lu              | Ma              | Me              | Gi              | Ve              | Sa              | Do              | Lu              | Ma              |                 |
| Settembre       | Me              | Gi              | Ve              | Sa              | Do              | Lu              | Ma              | Me              | Gi              | Ve              | Sa              | Do              | Lu              | Ma              | Me              | Gi              | Ve              | Sa              | Do              | Lu              | Ma              | Me              | Gi              | Ve              | Sa              | Do              | Lu              | Ma              | Me              | Gi              |                 |                 |
| Ottobre         | Ve              | Sa              | Do              | Lu              | Ma              | Me              | Gi              | Ve              | Sa              | Do              | Lu              | Ma              | Me              | Gi              | Ve              | Sa              | Do              | Lu              | Ma              | Me              | Gi              | Ve              | Sa              | Do              | Lu              | Ma              | Me              | Gi              | Ve              | Sa              | Do              |                 |
| Novembre        | Lu              | Ma              | Me              | Gi              | Ve              | Sa              | Do              | Lu              | Ma              | Me              | Gi              | Ve              | Sa              | Do              | Lu              | Ma              | Me              | Gi              | Ve              | Sa              | Do              | Lu              | Ma              | Me              | Gi              | Ve              | Sa              | Do              | Lu              | Ma              |                 |                 |
| Dicembre        | Me              | Gi              | Ve              | Sa              | Do              | Lu              | Ma              | Me              | Gi              | Ve              | Sa              | Do              | Lu              | Ma              | Me              | Gi              | Ve              | Sa              | Do              | Lu              | Ma              | Me              | Gi              | Ve              | Sa              | Do              | Lu              | Ma              | Me              | Gi              | Ve              |                 |